# استان وایادولید
وایادولید یا بایادولید (به اسپانیایی: Valladolid در اسپانیایی «v» «ب» تلفظ می‌شود، به عربی: بلد الولید) استانی در شمال‌غرب اسپانیا، در مرکز بخش خودمختار کاستیا-لئون است. این استان هم‌مرز با استان‌های سامورا، لئون، پالنسیا، بورگس، سگوبیا، آبیلا و سالامانکا است.
مرکز استان شهر وایادولید است. ۷۲۰٬۱۵۷ نفر (۲۰۰۵) در وایادولید زندگی می‌کنند که از این میان ۳۰٪ در شهر بالادولید ساکن هستند. مساحت استان ۸٬۱۱۰ کیلومتر مربع است و ۲۲۵ دهستان دارد که از این میان یک سوم دهکده‌های با کمتر از ۱۰۰۰ نفر هستند.